# Juan Molins Ribot
Joan Molins Ribot, (1911-1986) fou un enginyer de camins i empresari català, membre de la nissaga que controla Cementos Molins.

## Biografia
Fill primogènit de Joaquín Molins Figueres i d'Anna Ribot, va estudiar enginyeria de camins a petició del seu pare. Va treballar bona part de la seva trajectòria professional com a funcionari, fent d'enginyer per a la Prefectura d'Obres Públiques. Entre els seus projectes més destacats, va participar en la cobertura del carrer Aragó i dissenyant ponts de la línia de ferrocarril a Puigcerdà.
El 1976 fou nomenat President de Cementos Molins, en morir el seu pare. Malalt de cor, va demanar que en cas de mort, la direcció fos gestionada pel seu germà Casimiro. Moriria deu anys després, el 1986.

## Vida personal
Es va casar amb Glòria Amat, néta d'un magistrat del Tribunal Suprem, amb qui van tenir 11 fills. Entre els seus onze fills s'inclouen Joan Molins Amat (1942) enginyer de camins, conseller delegat de l'empresa entre 1986 fins a 2015; Joaquim Molins Amat (1945-2017) enginyer i polític; Santiago Molins Amat (1950), enginyer industrial i empresari, Jordi (1952), Josep (1953), Xavier Molins i Amat (1955) és l'últim membre de la família que va treballar a l'equip directiu de l'empresa. Pau Molins Amat, nascut el 1962, és un conegut advocat penalista.